# Toyota Indy 300 2003
Toyota Indy 300 2003 var ett race som var den första deltävlingen i IndyCar Series 2003. Racet kördes den 2 mars på Homestead-Miami Speedway. Scott Dixon tog hem segern i sin första IndyCar-tävling, vilket gjorde honom till den yngste föraren att vinna tävlingar i både CART och IndyCar. Gil de Ferran och Hélio Castroneves var övriga förare på prispallen, och de gamla CART-giganterna Ganassi och Penske var nu ledande bland de stall som bytt till IndyCar året innan eller inför 2003. Andretti Green Racing och Rahal Letterman Racing inledde samtidigt sina första hela IndyCar-program. I övrigt kunde det noteras att Tony Kanaan tog pole position i sin IndyCar-debut. Han slutade sedermera på fjärde plats.

## Slutresultat
| Plats | Förare            | Team                     | Grid | Kvaltid |
| ----- | ----------------- | ------------------------ | ---- | ------- |
| 1     | Scott Dixon       | Chip Ganassi Racing      | 12   | 27,007  |
| 2     | Gil de Ferran     | Marlboro Team Penske     | 5    | 26,735  |
| 3     | Hélio Castroneves | Marlboro Team Penske     | 4    | 26,677  |
| 4     | Tony Kanaan       | Andretti Green Racing    | 1    | 26,527  |
| 5     | Scott Sharp       | Kelley Racing            | 6    | 26,767  |
| 6     | Michael Andretti  | Andretti Green Racing    | 2    | 26,599  |
| 7     | Dario Franchitti  | Andretti Green Racing    | 7    | 26,813  |
| 8     | Tomas Scheckter   | Chip Ganassi Racing      | 9    | 26,897  |
| 9     | Felipe Giaffone   | Mo Nunn Racing           | 15   | 27,276  |
| 10    | Sam Hornish Jr.   | Panther Racing           | 3    | 26,603  |
| 11    | Kenny Bräck       | Rahal Letterman Racing   | 8    | 26,867  |
| 12    | Tora Takagi       | Mo Nunn Racing           | 14   | 27,262  |
| 13    | Al Unser Jr.      | Kelley Racing            | 11   | 26,950  |
| 14    | Roger Yasukawa    | Fernández Racing         | 10   | 26,950  |
| 15    | Sarah Fisher      | Dreyer & Reinbold Racing | 13   | 27,226  |
| 16    | Buddy Rice        | Cheever Racing           | 16   | 27,549  |
| 17    | A.J. Foyt IV      | A.J. Foyt Enterprises    | 17   | 27,598  |
| 18    | Shigeaki Hattori  | A.J. Foyt Enterprises    | 20   | 28,064  |
| 19    | Robbie Buhl       | Dreyer & Reinbold Racing | 19   | 27,825  |
| 20    | Jaques Lazier     | Team Menard              | 18   | 27,683  |
| 21    | Scott Mayer       | PDM Racing               | 21   | -       |